# Olba, Tây Ban Nha
Olba là một đô thị trong tỉnh Teruel, Aragon, Tây Ban Nha. Theo điều tra dân số 2005 (INE), đô thị này có dân số là 233 người.